# Droit civil
Pour les droits civils fondamentaux, voir Libertés publiques.
Ne pas confondre avec les droits civiques, ni avec le système juridique de droit civiliste.
Le droit civil est un secteur du droit privé qui régit les rapports d'un individu à un autre. La fonction du juge civil est ainsi de trancher un conflit juridique entre deux parties : le demandeur et le défendeur.
Le droit civil est « le droit commun d'une nation, c'est-à-dire le droit applicable à tous ses citoyens » : il garantit l'état des personnes, la propriété et les relations entre les citoyens. En ce sens, il est omniprésent dans la vie quotidienne car il concerne toutes les étapes de la vie d'une personne : naissance, travail, vie familiale, consommation...
Il est divisé en plusieurs branches principales :
- le droit des obligations et le droit des contrats spéciaux ;
- le droit des personnes ;
- le droit de la famille ;
- le droit des biens ;
- le droit des successions.

En revanche, des branches du droit autrefois rattachées au droit civil tendent à devenir des disciplines juridiques autonomes : le droit des assurances, le droit de la construction, le droit immobilier, le droit rural et le droit du travail.

## Origine
Les droits civils proviennent de la conversion des droits naturels de la personne lors du passage de l'état de nature à l'état de société, qui forme le contrat social dans la théorie du contrat social de Jean-Jacques Rousseau.
Le droit civil n'est jamais neutre et est nécessairement marqué par le contexte idéologique : il est fréquemment proche de la morale et de la religion.

## Contenu
On parle également de droits civils au pluriel, notamment au sujet des militants des droits civils, ou du Pacte international relatif aux droits civils et politiques. L'expression « droits civils », au pluriel, désigne l'ensemble des prérogatives attachées à la personne. Ce concept est lié au concept de droits civiques. Il comprend notamment : 
- le droit au respect de la vie privée, et de la vie familiale, au respect du domicile et au respect de sa correspondance ;
- le droit à l'image ;
- le droit à la liberté et à la sûreté ;
- le droit d'aller et venir, passer et repasser ;
- le droit à la liberté de pensée, de conscience et de religion ;
- le droit à la liberté d'expression, à la liberté de réunion et à la liberté d'association ;
- le droit au mariage ; et
- le droit de fonder une famille[5].

## Application par système juridique

### Dans les systèmes romano-civilistes
Les systèmes juridiques de tradition romano-civiliste puisent leurs origines dans le droit romain et ont pour point commun de disposer de nombreuses règles de droit écrites, généralement codifiées. La plupart de ces systèmes juridiques, que l'on retrouve dans les pays d'Europe de l'Ouest et leurs anciennes colonies (à l'exception du Royaume-Uni), dispose ainsi d'un code civil regroupant les règles régissant les relations entre les individus : le Code civil français, le Codice civile italien, le Bürgerliches Gesetzbuch allemand... Toutefois, bien qu'appartenant à la tradition civiliste, les systèmes écossais, sud-africain et des pays scandinaves sont peu codifiés en matière civile.

#### France
Le droit civil français a pour objet de régler les litiges entre particuliers et/ou personnes morales de droit privé (entreprises, associations) et de fixer le cadre juridique applicable aux personnes, aux biens, à la famille et aux contrats. Codifié depuis 1804 et réformé à de nombreuses reprises, deux juridictions principales sont chargées de le faire appliquer : le tribunal d'instance (TI) et le tribunal de grande instance (TGI) jusqu'au 31 décembre 2019. Depuis le 1er janvier 2020, ces deux juridictions ont fusionné pour devenir le tribunal judiciaire (TJ) 
Les raisonnements juridiques qu'il met en œuvre irriguent les autres disciplines du droit français, si bien que certains auteurs estiment qu'il s'agit du « socle commun sur lequel s'élève presque tout l'édifice juridique ».
Le statut civil coutumier de Nouvelle-Calédonie qui s'adresse à certaines personnes d'origine kanak fait exception.

#### Québec
Contrairement au reste du Canada, la province de Québec a un système juridique particulier inspiré de la tradition romano-civiliste. Le droit civil québécois se divise en plusieurs domaines (personnes, famille, biens, obligations), comme le droit civil français dont il est en grande partie issu. Les règles de droit civil sont codifiées dans le Code civil du Québec, entré en vigueur le 1er janvier 1994 pour remplacer le Code civil du Bas-Canada de 1866.

#### Louisiane
Ancienne colonie française, l'État américain de la Louisiane a un système juridique civiliste et dispose de son propre code civil depuis 1825. Les règles de droit sont relativement similaires à celles du Code civil français, malgré quelques particularités (antichrèse, dation en paiement, acte authentique...). Cependant, la common law, à travers les lois et la jurisprudence fédérales, a imprégné le droit louisianais par des modifications successives, à tel point que le droit de la vente ressemble aujourd'hui davantage au droit américain qu'au droit français.

#### Monde germanophone
En Allemagne, la codification du droit civil est parachevée en 1900 avec l'adoption du Bürgerliches Gesetzbuch (BGB), en Autriche dès 1812 avec l'adoption de l’Allgemeines Bürgerliches Gesetzbuch (ABGB), en Suisse avec le Code des obligations (1883) puis le Code civil suisse (1912). Pour ces pays, comme pour l'Italie (Codice civile), le code Napoléon a exercé une influence décisive, et l'on parle à ce sujet de pays de code civil.
Avant l'adoption du BGB par l'Empire allemand, plusieurs États allemands disposaient d'un code de droit national (Landrecht) : en Bavière, le Codex Maximilianeus bavaricus civilis (en) (1756), et en Prusse, l'Allgemeines Landrecht  (1794). Depuis l'occupation française de la rive gauche du Rhin, les états rhénans avaient intégré, plus ou moins intégralement, les dispositions du Code Napoléon, par exemple les États de Bade (Badisches Landrecht, 1810). Si l'on remonte au Moyen Âge, de nombreuses principautés du Saint-Empire s'étaient dotées d'un code de loi propre, mais où les matières civiles étaient mélangées au droit pénal et au droit féodal.